# Joaquim Rafael Branco
Joaquim Rafael Branco é um político são-tomense. Durante 2008 e 2010, foi primeiro-ministro de São Tomé e Príncipe, representando o Movimento de Libertação de São Tomé e Príncipe – Partido Social Democrata (MLSTP-PSD).

## Carreira
Branco serviu como Ministro das Relações Exteriores de 2000 a 2001. Foi Ministro das Obras Públicas em julho de 2003, quando foi detido pelos militares durante um golpe de Estado liderado pelo major Fernando Pereira por um breve período .

Após a derrota do Primeiro-Ministro Patrice Trovoada num voto de censura proposto em Maio de 2008 pelo MLSTP-PSD, então na oposição, o Presidente Fradique de Menezes pediu ao MLSTP / PSD para formar um governo em Junho de 2008, e este escolheu Branco para tornar-se o próximo primeiro-ministro.  O partido Ação Democrática Independente (ADI) de Trovoada denunciou a designação de Menezes do MLSTP / PSD para formar um governo como inconstitucional.